# Sitamacho scabra
Espèce
Synonymes
- Hybosida scabra Simon & Fage, 1922

Sitamacho scabra est une espèce d'araignées aranéomorphes de la famille des Palpimanidae.

## Distribution
Cette espèce est endémique du Kenya.

## Description
Le mâle holotype mesure 1,7 mm.

## Systématique et taxinomie
Cette espèce a été décrite sous le protonyme Hybosida scabra par Simon et Fage en 1922. Elle est placée dans le genre Sitamacho par Wood, Kulkarni, Ramírez et Scharff en 2024.

## Publication originale
- Simon & Fage, 1922 : « Araneae des grottes de l'Afrique orientale. Biospeologica, XLIV. » Archives de zoologie expérimentale et générale, vol. 60, p. 523-555 (texte intégral).